# オガタマノキ属
オガタマノキ属（学名：Michelia ）は、モクレン科の属のひとつ。属名はフィレンツェの植物学者ピエール・アントニオ・ミケーリ（Pier Antonio Micheli）の名前にちなんで名付けられた。和名のオガタマは招魂（おきたま）から転化したとする説がある。

## 概要

### 特徴
45種の落葉性か常緑性の、低木または直立性の高木からなる。樹冠は円形に枝を広げ、葉は皮質で互生、または螺旋状につく。春か夏に芳香のある花が腋生する。

### 分布
インド、スリランカなどの熱帯アジアや、ヒマラヤから中国、アジアの南東地域にかけての広葉樹林に自生する。日本にはオガタマノキ（Michelia Compressa）一種が自生する。

### 利用
多くの種でモクレンに似た花が咲くため、そのために栽培されることが多い。半耐寒性か非耐寒性のため、降霜のある地域では温室で育てられる。それ以外の地域では花壇や森林の中で植栽される。
日本ではオガタマノキ（Michelia compressa）が神社の境内に植栽されている。また、榊の代わりとして神事で用いられる。

## 主な種
- Michelia × alba　ギンコウボク（銀厚朴）
高さ10メートルになる常緑の高木で、長さ15〜30センチ、幅9センチの先端が尖った葉をもつ。中国南部、熱帯アジアが原産。
- Michelia champaca　キンコウボク（金厚朴）
広く観賞用に栽培される常緑の高木。5センチほどの香りの良い黄色か黄褐色の花が装飾用に、また精油は香料として用いられる。ヒマラヤ、タイ、ビルマから広く熱帯アジアが原産。
- Michelia compressa　オガタマノキ
常緑の高木で20メートルの高さになるものもある。長さ8〜12センチの光沢がある倒披針形の葉をもつ。日本の関東南部、東海、近畿南部、中国、四国、九州、沖縄の海岸近くの林間、および台湾に自生する。
- Michelia doltsopa
小型の常緑高木で低木状のものもある。長さ8〜18センチの長楕円形から披針形の葉をもつ。中国西部、南西部、ヒマラヤ東部、チベットが原産。
- Michelia figo　トウオガタマ、またはカラタネオガタマ
高さ3〜6メートルの常緑の低木で、株立ち状の円形になる。分枝が多い。２センチ前後のバナナの香りがする黄白色の花が咲く。原産地中国。明治時代初期に日本に渡来。